# 955
955 (CMLV) var ett normalår som började en måndag i den julianska kalendern.

## Händelser

### November
- 23 november – Vid Edreds död efterträds han som kung av England av sin brorson Edwy.

### December
- 16 december – Sedan Agapetus II har avlidit den 8 november väljs Octavianus till påve och tar namnet Johannes XII.

## Födda
- Otto II, kejsare av Tysk-romerska riket.
- Anna av Bysans, storfurstinna av Kiev.

## Avlidna
- 8 november – Agapetus II, påve sedan 946.
- 23 november – Edred, kung av England sedan 946.